# Val d’Oronaye
Val d’Oronaye község Franciaországban, Provence-Alpes-Côte d’Azur régió Alpes-de-Haute-Provence megyéjében. Új községként 2016. január 1-jén Larche és Meyronnes egyesítésével jött létre. A két korábbi település delegált község státusszal az új község része lett. Lakosainak száma 98 fő (2022. január 1.).

## Népesség
| Lakosok száma | 114  | 118  | 121  | 119  | 118  | 117  | 108  | 98   |
|               | 2013 | 2016 | 2017 | 2018 | 2019 | 2020 | 2021 | 2022 |